# Teltow (streek)
Teltow ['tɛltoː] is een geologisch plateau gevormd in de laatste IJstijd en een historisch cultuurlandschap in de Duitse deelstaten Brandenburg en Berlijn. Als een van de kerngebieden van de Mark Brandenburg speelde de Teltow een belangrijke rol in de 12e en 13e eeuw, waarin zich tussen 1239 en 1245 de Teltow-oorlog afspeelde (zie: Ascaniërs; Johan I van Brandenburg).

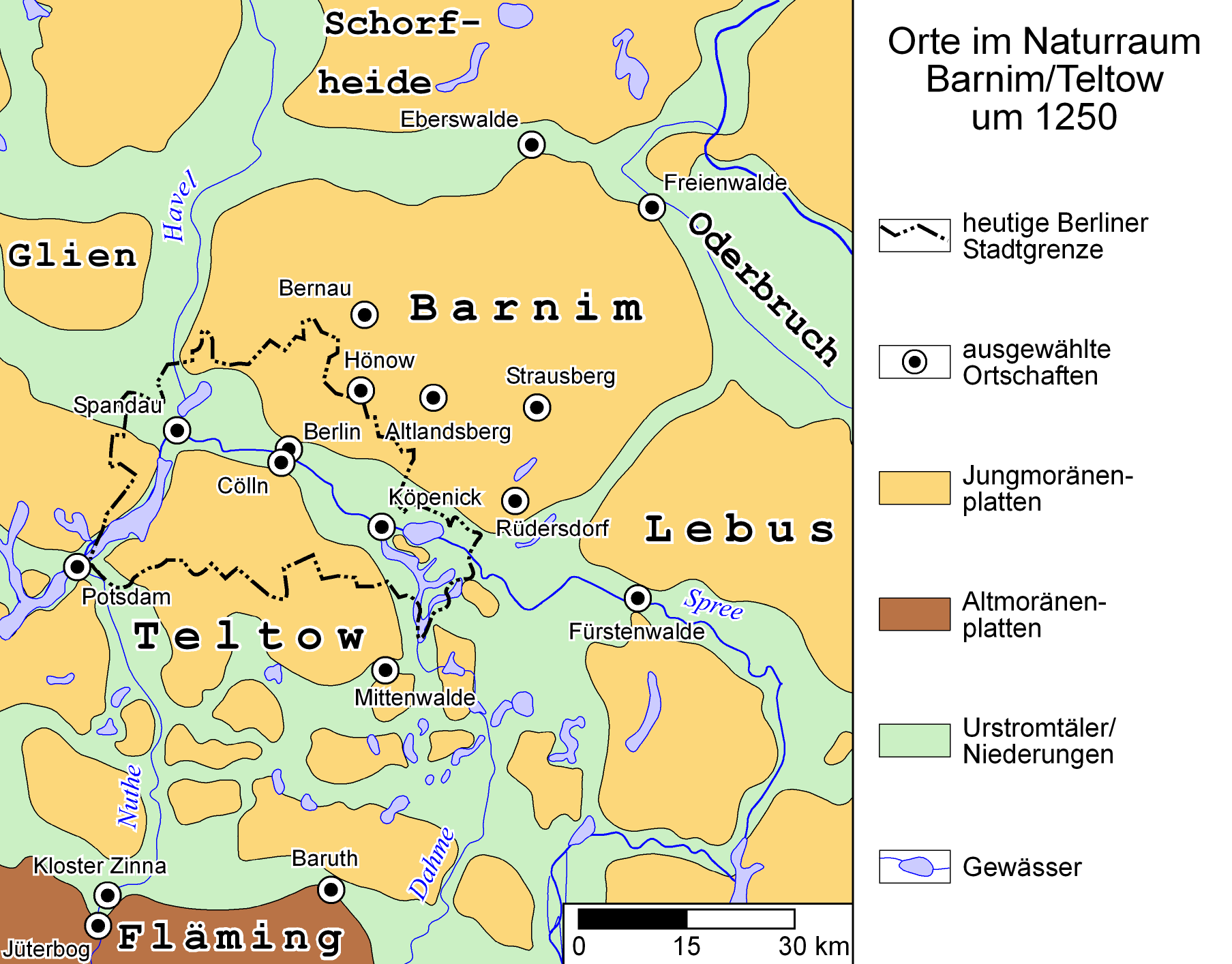
Plaatsen rondom Teltow omstreeks 1250
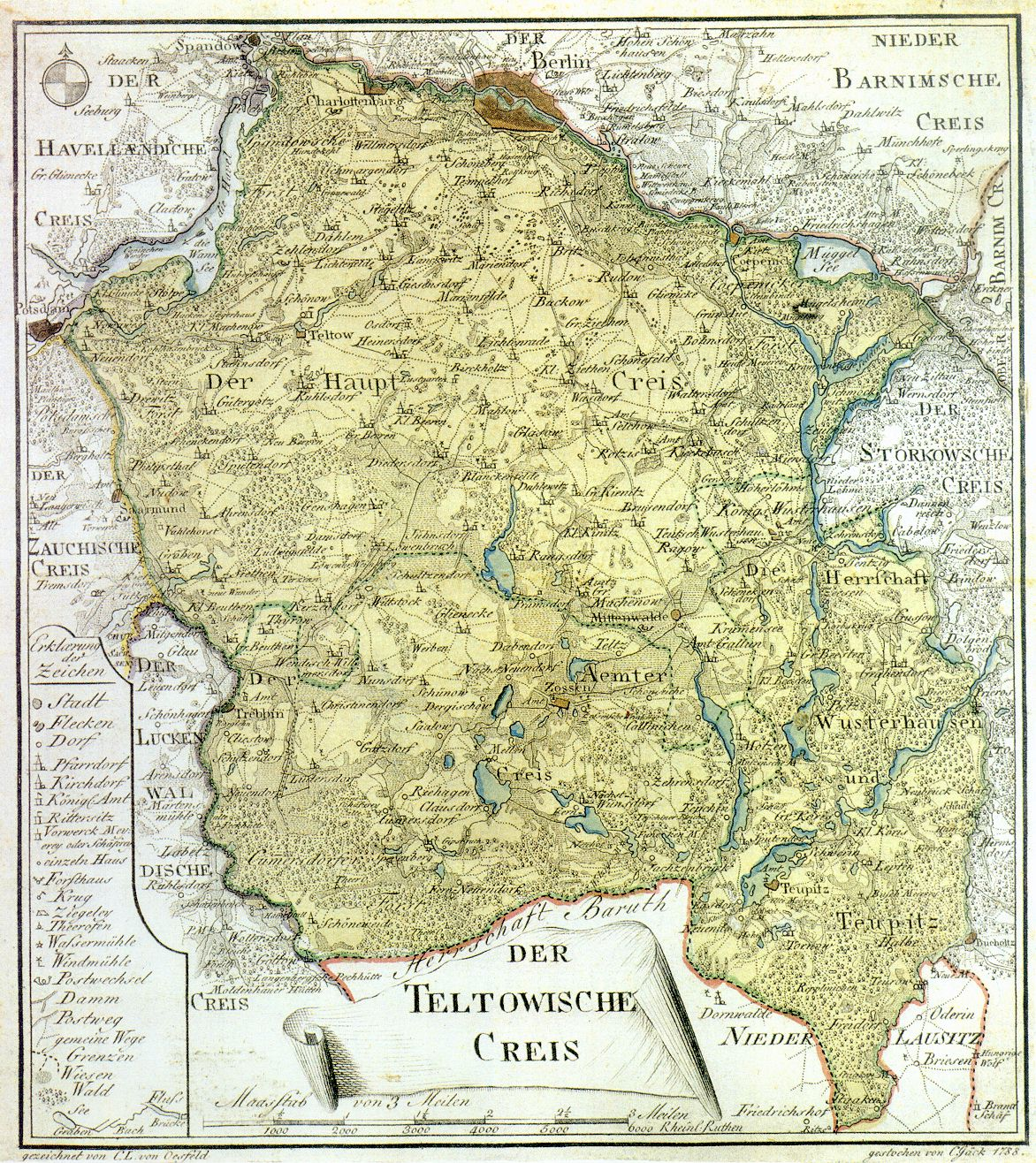
Kaart Kreis Teltow uit 1788

Tussen 1816 en 1956 bestond het district Kreis Teltow als bestuurseenheid. Daarnaast gaf het landschap ook zijn naam aan een stad net ten zuiden van Berlijn: Teltow in Brandenburg. Tijdens de vorming van Groot-Berlijn in 1920 zijn delen van het noordelijke deel van het historische gelijknamige district hierna overgeheveld. Deze districten zijn nu gelegen in het zuiden van Berlijn, Met name Steglitz-Zehlendorf en Charlottenburg-Wilmersdorf, waarin bijvoorbeeld het bos Grunewald en het gelijknamige stadsdeel Berlin-Grunewald gelegen zijn. Verder maken de delen van de wijken Berlin-Kreuzberg, Tempelhof-Schöneberg, Neukölln en het historische district Treptow er deel van uit. Historische dorpen in Groot-Berlijn die op dit plateau gelegen zijn, zijn onder meer Berlin-Wannsee, Berlin-Marienfelde, Tempelhof (dorp), Berlin-Mariendorf, Berlin-Lichtenrade, Berlin-Lankwitz, Berlin-Dahlem/Berlin-Rudow en de historische stad Rixdorf. Het Landwehrkanaal en het Oerstroomdal van Berlijn vormen deels de noordelijke grens van de streek.
Buiten dorpen en de historische stad Rixdorf in Groot-Berlijn liggen ook parken zoals het Viktoriapark, dat gelegen is op de 66 meter hoge Kreuzberg, en de ongeveer 115 meter hoge Teufelsberg op het Teltow-plateau.
In de deelstaat Brandenburg liggen naast het eerder genoemde stadje Teltow ook Blankenfelde-Mahlow, Schönefeld en Ludwigsfelde op het plateau. Het gebied wordt aan de westkant begrensd door de Havel. Met deze rivier grenst Teltow aan de Nauener Platte. Naast de ligging in Groot-Berlijn is het Teltow-plateau gelegen in de Brandenburgse districten Teltow-Fläming, Landkreis Potsdam-Mittelmark en Landkreis Dahme-Spreewald.
Het plateau is kleiner dan het historische cultuurlandschap. Hiertoe maakten ook onder andere de steden Königs Wusterhausen, Zossen en Sperenberg deel van uit. Het gebied staat mede bekend om haar veldsteenkerken en zandlanen. De hoogste natuurlijke berg in de streek Teltow, is de bijna 115 meter hoge Müggelberge in het district Treptow-Köpenick. Deze heuvel ligt niet op het plateau zelf, maar wordt er door het Oerstroomdal van Berlijn en de rivier de Dahme vanaf gesneden.

## Afbeeldingen

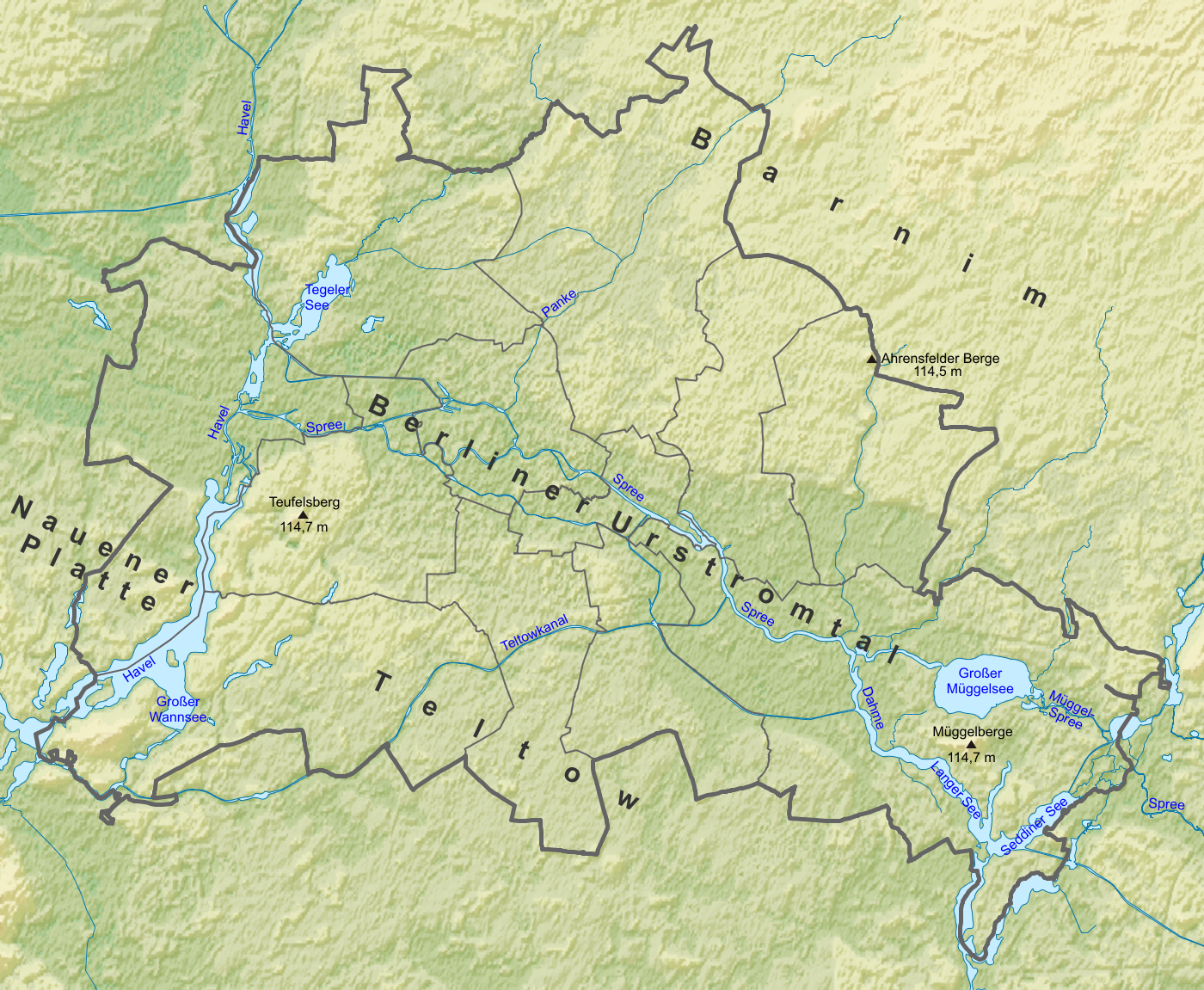
Reliëfkaart van Berlijn en omgeving
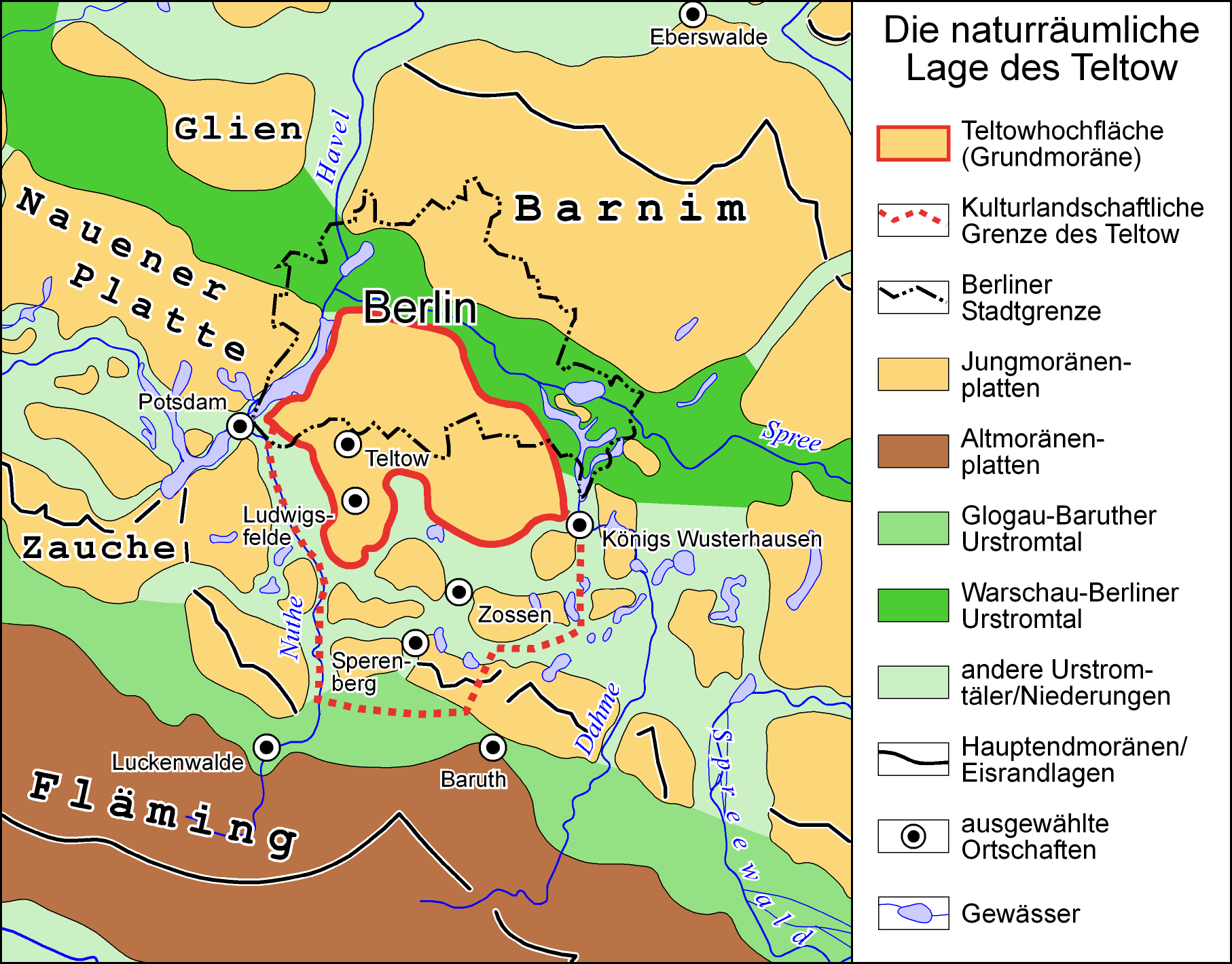
Geologische kaart van Berlijn en haar omgeving
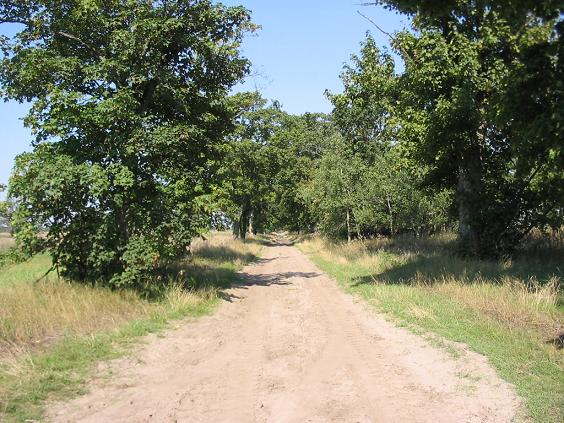
Zandlaan in de Teltow
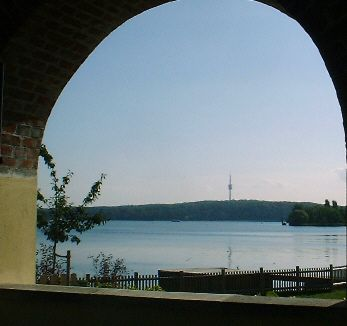
De Jungfernsee aan de westrand van het gebied, in de nabijheid van de Brandenburgse hoofdstad Potsdam
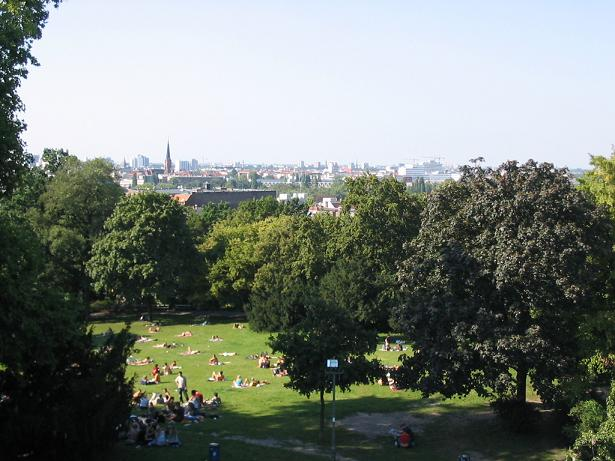
Het Viktoriapark op de Kreuzberg, met een gezicht op de stad Berlijn
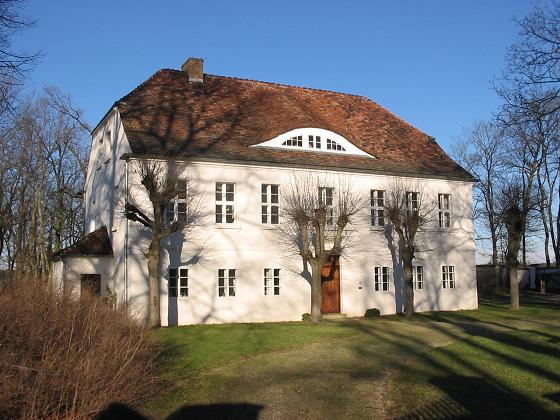
Philippsthal, Haus Friedrichshuld
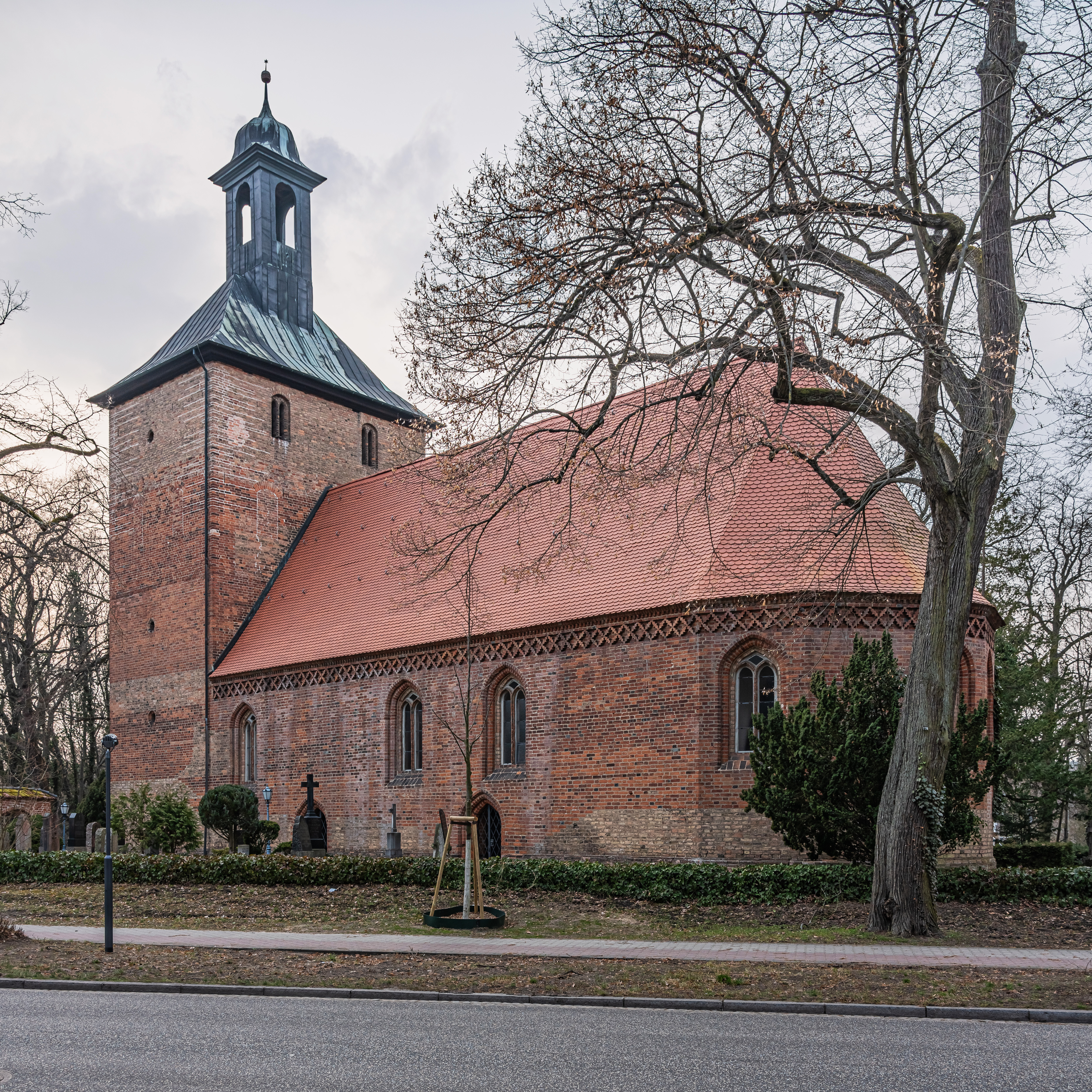
Bakstenenkerk in Kleinmachnow
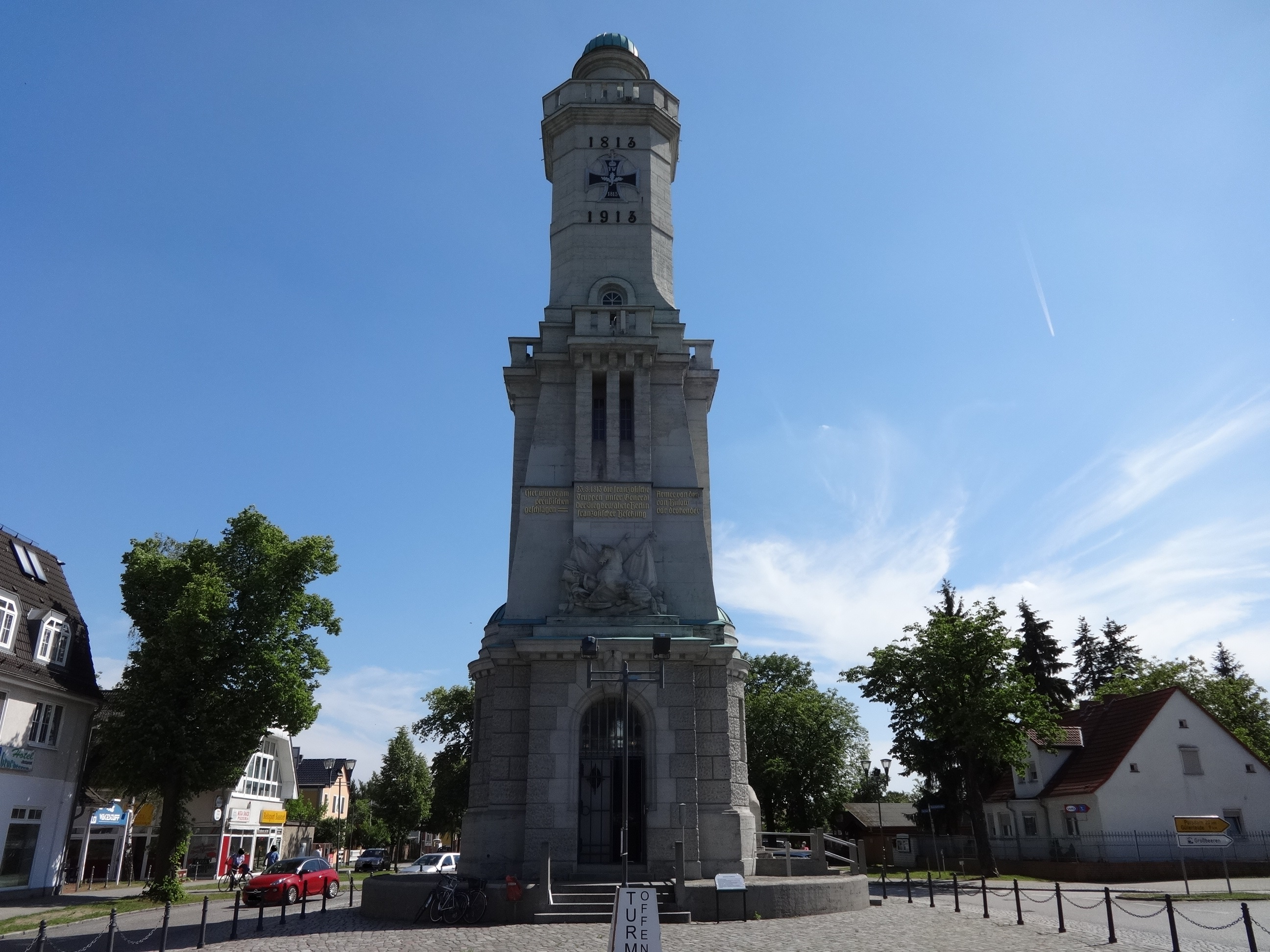
Oorlogsmonument voor de slag uit 1813, in Großbeeren
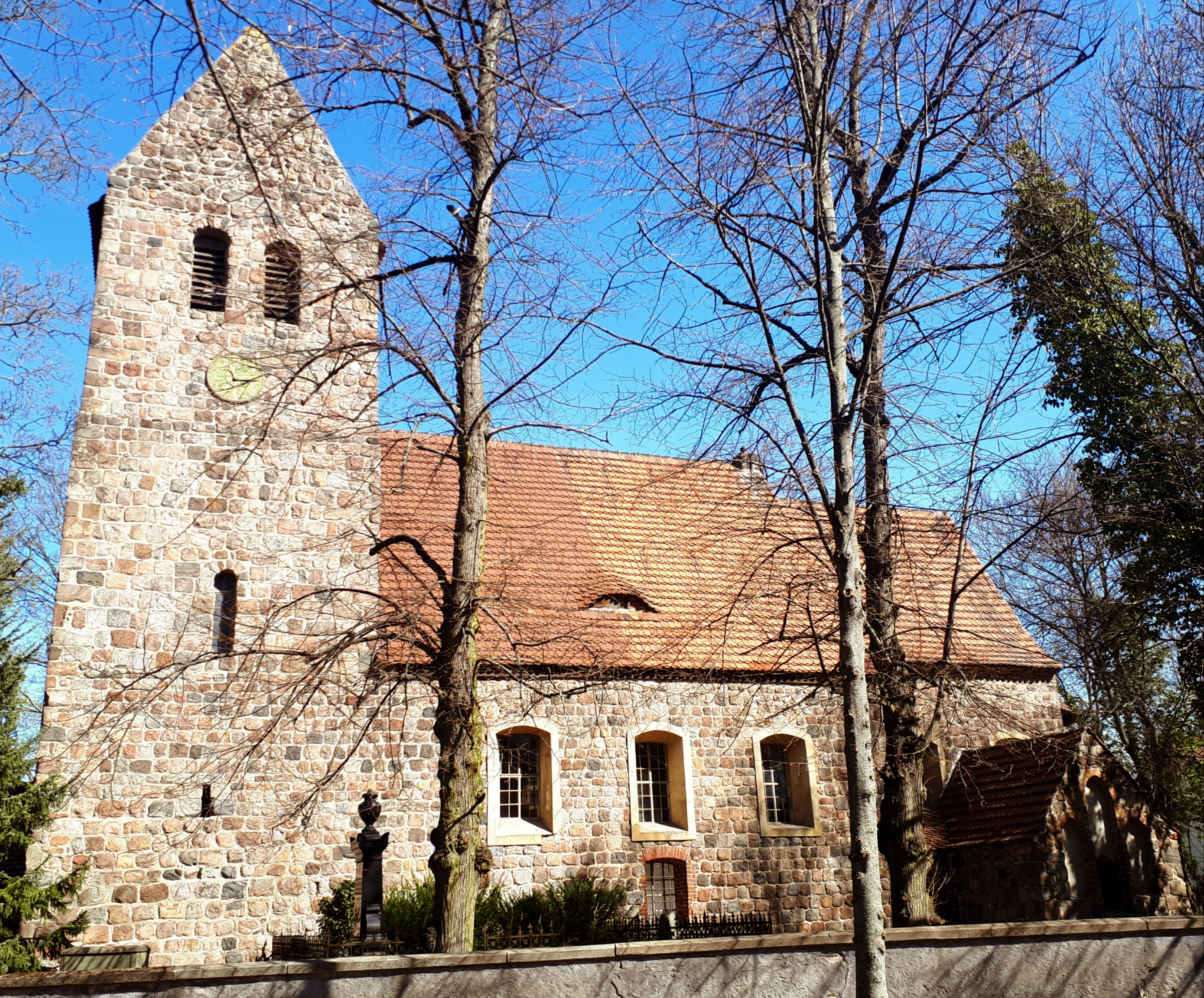
Veldstenen tempelierskerk in Berlin-Marienfelde
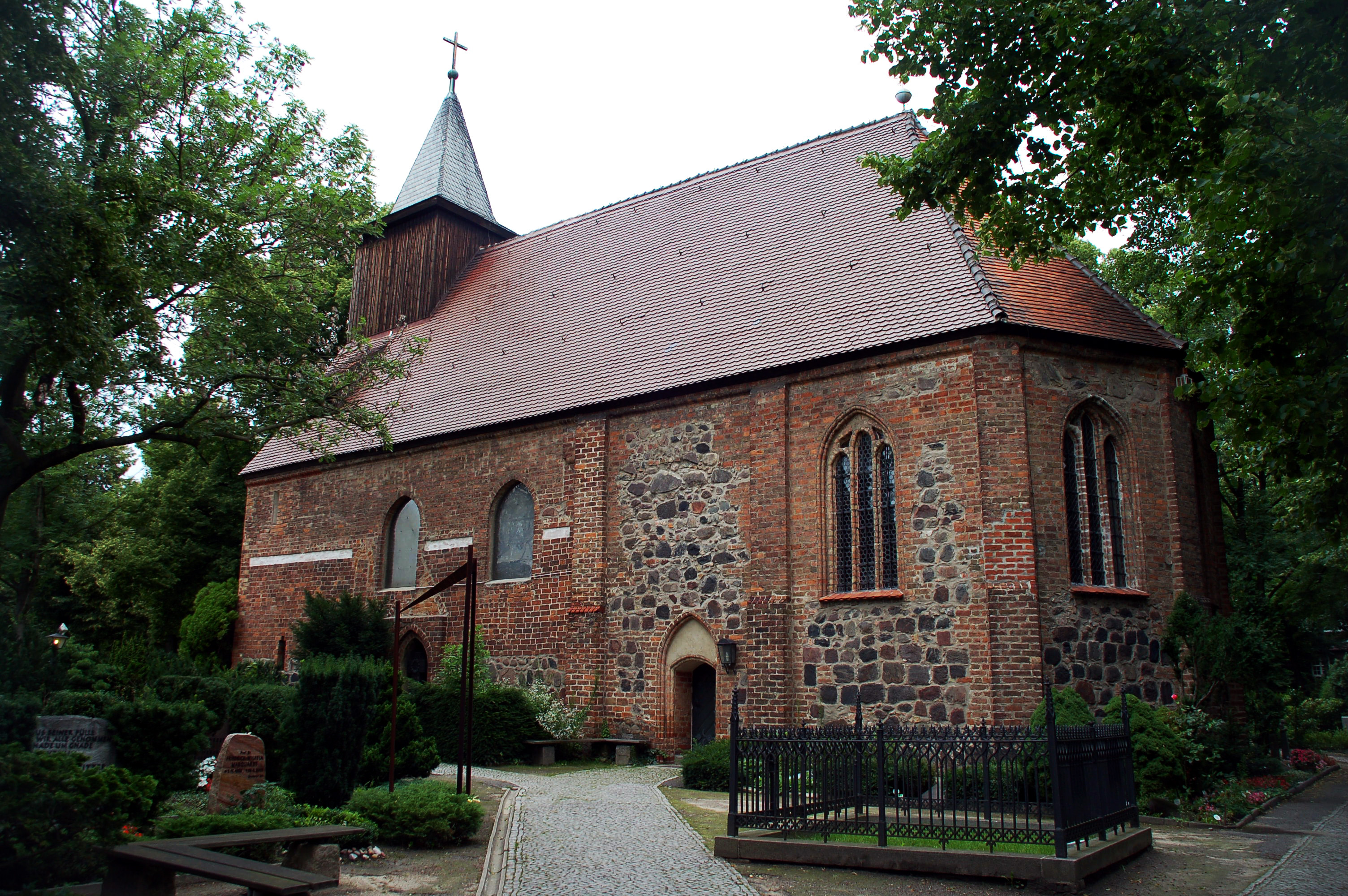
Sint-Annakerk in Berlin-Dahlem
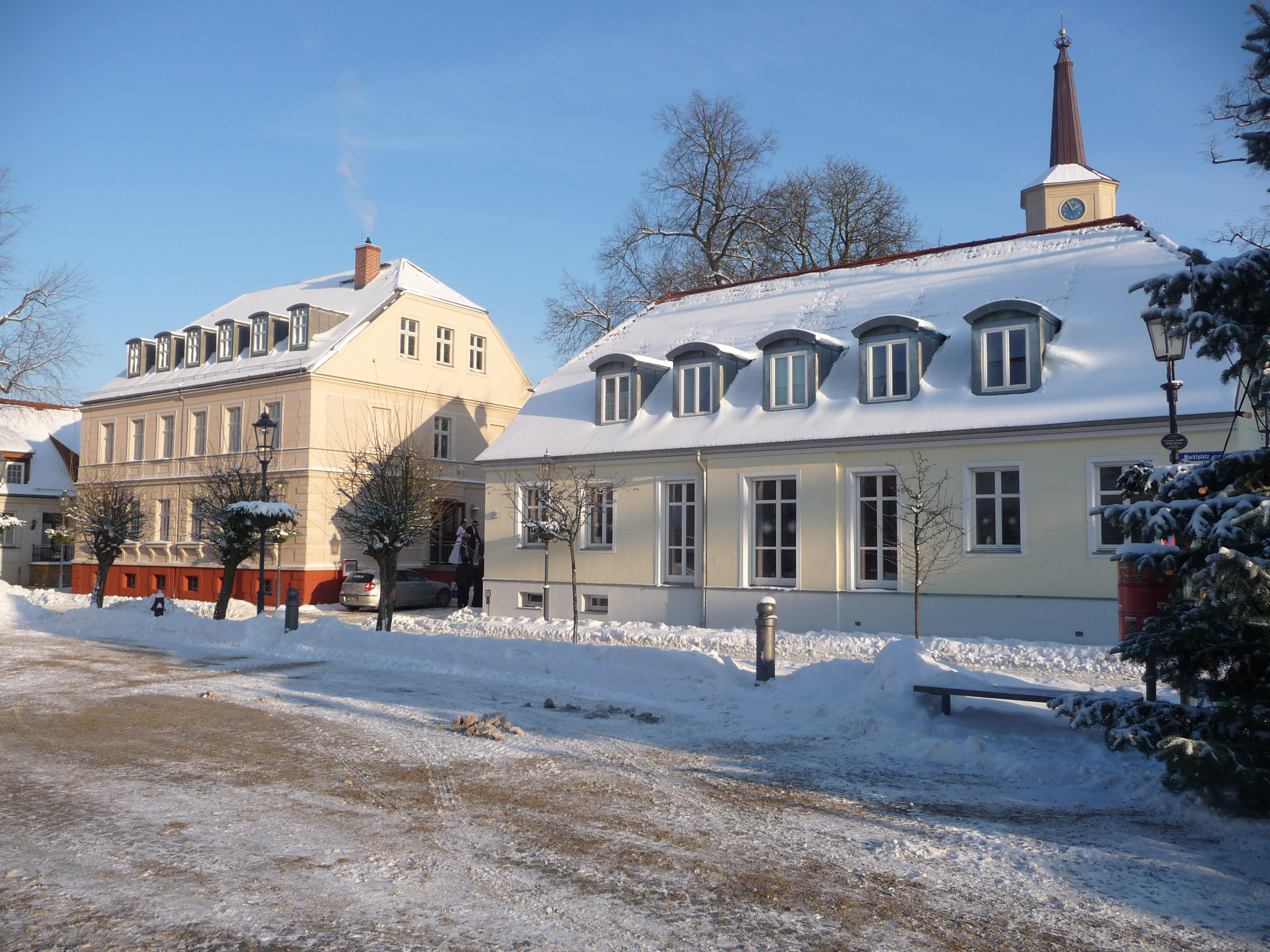
Deel van centrum van het stadje Teltow met de torenspits van de Sint-Andreaskerk
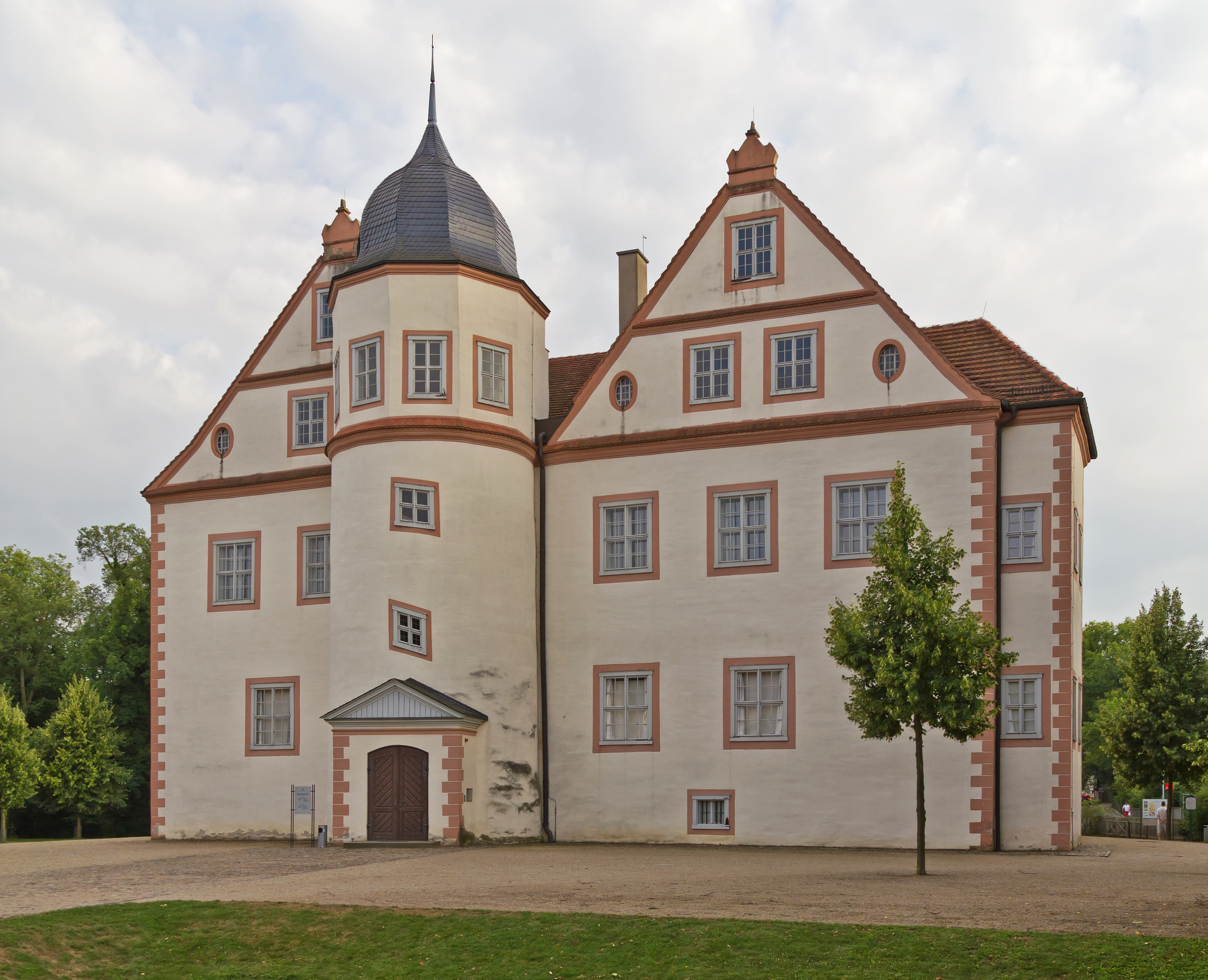
Kasteel te Königs Wusterhausen